# ОШ „Киш Ференц” Телечка
ОШ „Киш Ференц” једна је од основних школа у Сомбору. Налази се у улици Трг Ослобођења 2 у Телечку. Назив је добила по команданту Петнаесте војвођанске ударне бригаде Ференцу Кишу. 

## Историјат
Основна школа „Киш Ференц” је почела са радом 28. фебруара 1885. са триста осамдесет ученика и једним учитељем. Настава се изводила у приватној кући, први учитељ је био Јосеф Наги, а власници куће су били Ласло Бакота и Јосеф Мезеи. Данас школа ради у две одвојене школске зграде које раздваја регионални пут Сомбор—Бачка Топола. Површна та два објекта је 1998,825m². Године 1886. је изграђена прва зграда, а друга је завршена десет година касније, 1896. Прву школску зграду је саградио кардинал Лајош Хајнолд, надбискуп калочки, са Јожефом Грајфом, предузетником из Калоче. Крајем 19. века су радила четири учитеља. Школа је национализована 1920, а школске 1921—1922. године су деца похађала мађарску, српску и немачку наставу. Немачко одељење је укинуто 1923, а од 1931. до 1941. је за њих реорганизовано образовање на матерњем језику. Назив Телечка државна основна школа „Шандор Варга” је добила 10. маја 1930. Настава се до Другог светског рата изводила на српском, мађарском и немачком наставном језику. Од тренутка када је у село ушла мађарска војска априла 1941. су учитељи углавном били из Мађарске и предавали су само на мађарском језику. Године 1986, на њену стогодишњицу, је дограђена савремена фискултурна сала и уведено је централно грејање у другој згради. Савремени информатички кабинет је опремљен 2003. Током распуста, у јулу и августу исте године, школске просторије су реновиране и задовољени су хигијенско–технички услови за извођење образовно–васпитног рада. До 1997. се настава изводила на мађарском језику, а од тада је школа двојезична. Данас се настава изводи на српском и мађарском језику.